# Мокрецька сільська рада (Броварський район)
Мокрецька сільська рада — орган місцевого самоврядування у Броварському районі Київської області з адміністративним центром у с. Мокрець.

## Загальні відомості
Історична дата утворення: в 1939 році. Водоймища на території, підпорядкованій даній раді: р. Трубіж.
Загальна площа землі в адміністративних межах Мокрецької сільської ради — 4482,5 га.

## Населені пункти
Сільській раді підпорядковані населені пункти:
- с. Мокрець
- с. Бервиця

## Склад ради
Рада складається з 16 депутатів та голови.

### Керівний склад ради
| ПІБ                         | Основні відомості                                                           | Дата обрання | Дата звільнення |
| --------------------------- | --------------------------------------------------------------------------- | ------------ | --------------- |
| Отрох Микола Миколайович    | Сільський голова, 1941 року народження, освіта, член Народного Руху України | 26.03.2006   | 31.10.2010      |
| Гайворон Василь Олексійович | Сільський голова, 1960 року народження, освіта вища, член Партії регіонів   | 31.10.2010   | 11.12.2011      |
| Костенкова Надія Віталіївна | Сільський голова, 1961 року народження, освіта вища, член Партії регіонів   | 11.12.2011   |                 |

Примітка: таблиця складена за даними джерела